# Акимов, Павел Миронович
Павел Миронович Акимов (пол. Paweł Mironowicz Akimow; 15 декабря [27 декабря] 1897 года, Москва — 14 декабря 1972, Варшава) — русский и польский футболист, выступавший на позиции вратаря. Первый легионер в истории чемпионата Польши. Участник Советско-польской и Второй мировой войны.

## Биография
Родился в 1897 году в Москве, где окончил гуманитарную гимназию. В 1920 году был призван в Красную армию, где служил рядовым. В битве при Радзымине Акимов получил ранение и попал в лазарет. После отступления советских войск был помещён в лагерь для военнопленных, где разрешалось проводить футбольные матчи. После освобождения он решил не возвращаться в советскую Россию и остаться в Польше, где начал строить футбольную карьеру.
В 1923 году был принят в армейский клуб «Легия» и подал заявление на польское гражданство, однако смог оформить лишь рабочую визу. В 1925 году ненадолго перешёл в команду ВТЦ Варшава, где ему предложили более высокую зарплату, но «Легия» потребовала вернуться в клуб, угрожая прекращением рабочей визы, что привело бы к депортации в СССР. В 1927 году принял участие в двух матчах первого розыгрыша чемпионата Польши и стал первым легионером в истории лиги. Всего в составе «Легии» Акимов сыграл 24 матча и пропустил 39 мячей, но выступал за команду не регулярно. В сезонах 1931—1933 и 1935 он ни разу не появлялся на поле. В 1934 году в матче против клуба «Гарбарня» он сыграл в качестве полевого игрока из-за отсутствия нападающего Йозефа Наврота. Последний матч в чемпионате Польши провёл 23 августа 1936 года в возрасте 39 лет и установил рекорд клуба как самый возрастной игрок.
В 1937 году Акимов женился на польке, благодаря чему получил польское гражданство.
В годы Второй мировой войны воевал против Нацистской Германии в составе войска польского. В 1944 году, участвуя в боях в Нормандии, тяжело раненный Акимов спас своего сослуживца из горящего танка, за что был награждён орденом Virtuti militari 5 класса.
После окончания войны проживал в Варшаве, работал в спортивном клубе Скра. Умер 14 декабря 1972 года.

## Достижения
- Бронзовый призёр чемпионата Польши (3): 1928, 1930, 1931

### Государственные награды
- Серебряный крест ордена «Virtuti Militari»